# Seznam vládců Korintu

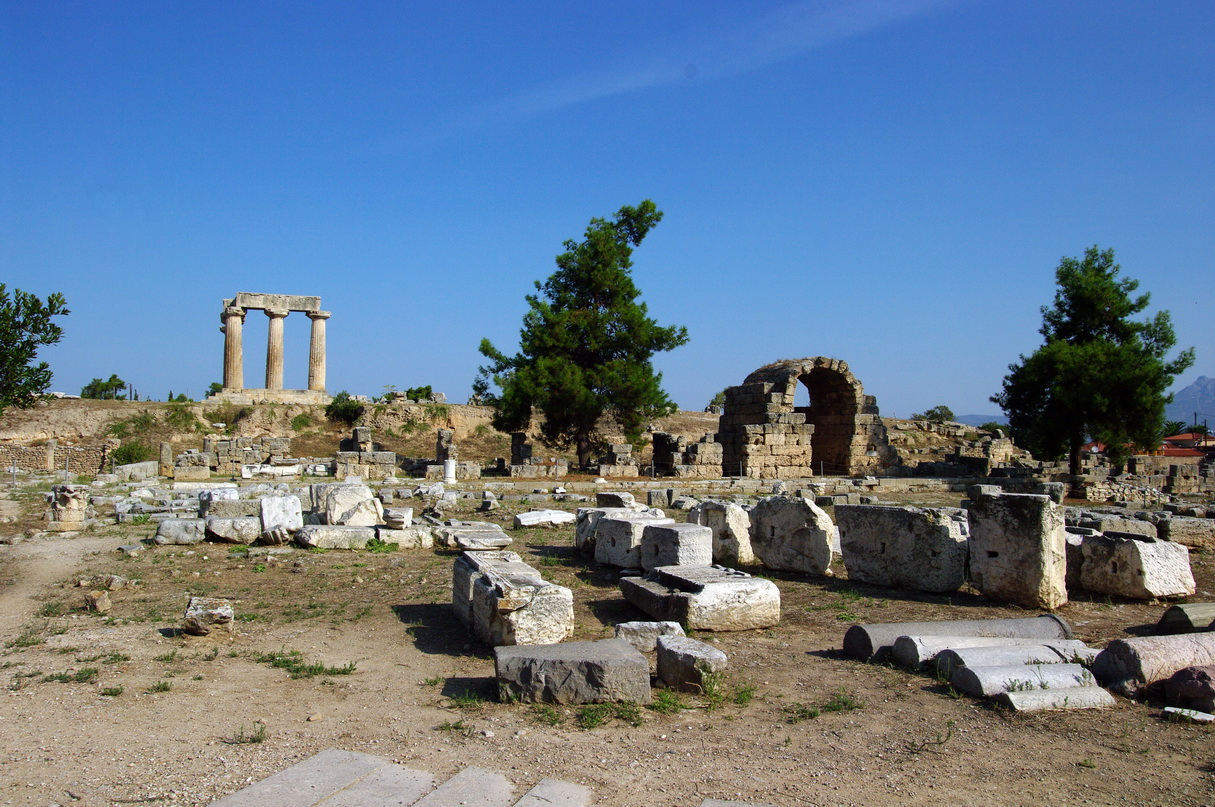
Ruiny antického Korintu

Korint od nejstarších dob využíval výhodné polohy na šíji, kterou omývají vody dvou moří. Ve starověkém Řecku měl pověst bohatého obchodního města a stal se jakousi "antickou Paříží". Do 8. století př. n. l. byl v područí králů Argu, ale pak pod vedením aristokratického rodu Bakchidovců vybojoval nezávislost. Podle pozdějších mýtů ho založil Sisyfos, vychytralý člověk, který oklamal i smrt. Sám Korint ji překonal ve svých dějinách několikrát. V roce 146 př. n. l. ho zcela zničili Římané, (podobně jako i Kartágo) ale za Caesara vstal z mrtvých, i když jako římská kolonie. Po čase se však opět stal řeckým městem a za vlády císaře Hadriána, jedním z nejkrásnějších.
O nejstarších mytických králích Korintu píše hlavně Pausaniás, který uvádí, že bůh slunce Hélios dal půdu Efyry (Korintu) Aiétovi, který před odchodem do daleké Kolchidy svěřil svou zemi Bounovi. Sídelní město korintských králů se původně jmenovalo Efyra, od nástupu Aléta na trůn jej však přejmenovali na Korint.
Následující seznam uvádí jména nejstarších mytických králů Korintu, tak jak je uvádí Pausaniás a jiní antičtí autoři.
| Období vlády (letopočty jsou fiktivní) | Jméno panovníka | poznámky              |
| -------------------------------------- | --------------- | --------------------- |
| 15. století př. n. l.                  | Aiétes          | syn boha slunce Hélia |
| 15. stol. před Kr.                     | Bounos          | syn boha Herma        |
| 15. století př. n. l.                  | Epópeus         | syn boha Hélia        |
| 14. stol. před Kr.                     | Korinthos       | syn boha Dia          |
| 14. století př. n. l.                  | Polybos         | syn boha Herma        |
| 14. století př. n. l.                  | Kreón           | syn Lykaitha          |
| 14. století př. n. l.                  | Iásón           | syn Aisóna            |

Jména králů z rodu Sisyfa, jak je uvádějí pozdější řecké mýty.
| 14. století př. n. l. | Sisyfos              | syn Aiola      |
| 13. století př. n. l. | Glaukos              | syn Sisyfa     |
| 13. století př. n. l. | Bellerofontés        | syn Glaukos    |
| 13. stol. před Kr.    | Ornytión             | syn Sisyfa     |
| 12. století př. n. l. | Thoas                | syn Ornytióna  |
| 12. století př. n. l. | Damofón              | syn Thoa       |
| 12. století př. n. l. | Propodas             | syn Damofóna   |
| 12. století př. n. l. | Dóridas a Hyanthidas | synové Propoda |
|                       |                      |                |

Podle řeckých mýtů hrdina Héraklés zanechal v starověkém Řecku potomky na mnoha místech. Někteří dosáhli ve svých rodných městech vlády, jiní museli před oprávněnými syny vládců utéct a později se neúspěšní uchazeči o trůn, vyhnaní vládci, nebo jejich potomci spojili s Dóry, aby s jejich pomocí získali ztracené trůny. Podobně Héraklovec Alétes přibližně třicet let po prvním útoku Dórů na mykénský Peloponés vedl další jejich útok na Korint a dobyl ho. Potomky Sisyfa, korintské krále Dórida a Hyanthida sesadil a zmocnil se trůnu.
Následující seznam uvádí jména králů z rodu Héraklovců, letopočty jsou uvedeny podle antického autora Jeronýma.
| 1101 - 1066 př. n. l. | Alétes         | syn Hippota                                              |
| 1066 - 1029 př. n. l. | Ixion          | syn Alet                                                 |
| 1029 - 992 př. n. l.  | Agel I.        | syn ixion                                                |
| 992 - 957 př. n. l.   | Prymnis        | syn Agel I.                                              |
| 957 - 922 př. n. l.   | Bakcha         | syn Prymnida, nejvýznamnější korintský král              |
| 922 - 892 př. n. l.   | Agel II.       | Syn Bakchida                                             |
| 892 - 867 př. n. l.   | Eudémos        | syn Agel II.                                             |
| 867 - 832 př. n. l.   | Aristomédes    | syn Eudéma                                               |
| 832 - 816 př. n. l.   | Agémón         | syn Eudéma                                               |
| 816 - 791 př. n. l.   | Alexandros     | syn Agémóna                                              |
| 791 - 779 př. n. l.   | Telestes       | syn Aristoméda                                           |
| 779 - 778 př. n. l.   | Automenes      | pocházel z rodiny Bakchidovcov                           |
| 778 - 657 př. n. l.   | Vláda Prytania | pocházeli z rodiny Bakchidovcov a každý z nich vládl rok |

Kolem roku 657 př. n. l. byla v Korintu nastolena první známá tyranie (forma vlády), když se po Prytanech vlády zmocnil Kypselos.
| 655 - 625 př. n. l. | Kypselos     | syn Éetióna   |
| 625 - 585 př. n. l. | Periandros   | syn Kypsela   |
| 585 - 582 př. n. l. | Psammétichos | syn Periandro |